# Volksabstimmungen in der Schweiz 2024
Dieser Artikel bietet eine Übersicht der Volksabstimmungen in der Schweiz im Jahr 2024.
In der Schweiz fanden auf Bundesebene zwölf Volksabstimmungen statt, im Rahmen von vier Urnengängen am 3. März, 9. Juni, 22. September und 24. November. Dabei handelte es sich um je sechs Volksinitiativen und fakultative Referenden.

## Abstimmungen am 3. März 2024

### Ergebnisse
| Nr. | Vorlage                                                                                              | Art | Stimm- berechtigte | Abgegebene Stimmen | Beteiligung | Gültige Stimmen | Ja        | Nein      | Ja-Anteil | Nein-Anteil | Stände | Ergebnis |
| --- | --- | --- | ------------------ | ------------------ | ----------- | --------------- | --------- | --------- | --------- | ----------- | ------ | -------- |
| 665 | Eidgenössische Volksinitiative «Für ein besseres Leben im Alter (Initiative für eine 13. AHV-Rente)» | VI  | 5'591'446          | 3'263'179          | 58,36 %     | 3'234'421       | 1'884'096 | 1'350'325 | 58,25 %   | 41,75 %     | 15:8   | ja       |
| 666 | Eidgenössische Volksinitiative «Für eine sichere und nachhaltige Altersvorsorge (Renteninitiative)»  | VI  | 5'591'446          | 3'250'055          | 58,13 %     | 3'202'508       | 0'808'578 | 2'393'930 | 25,25 %   | 74,75 %     | 0:23   | nein     |

### Initiative für eine 13. AHV-Rente

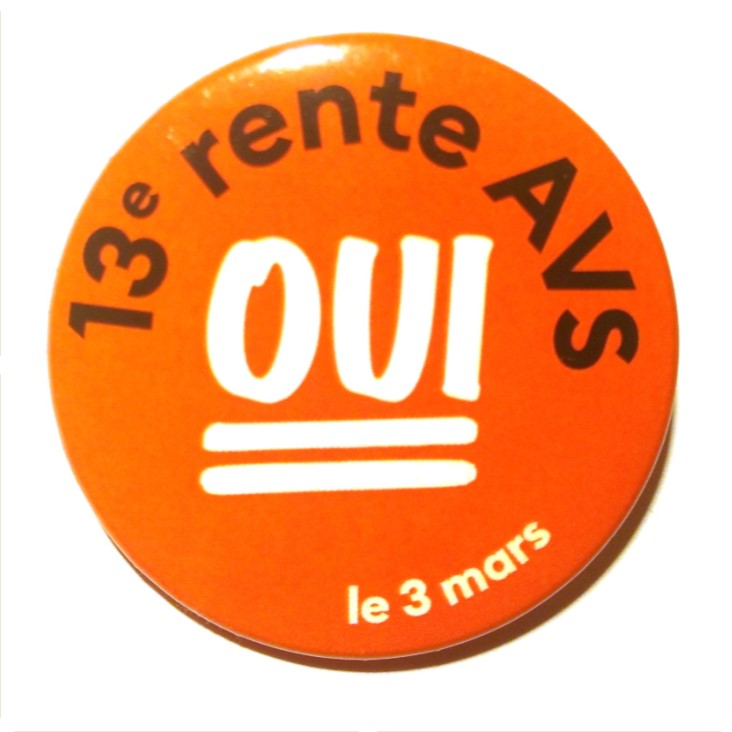
Button der Volksinitiative für eine 13. AHV-Rente

Der Schweizerische Gewerkschaftsbund (SGB) war der Ansicht, dass die Alters- und Hinterlassenenversicherung (AHV) für viele Rentner – entgegen dem Verfassungsauftrag – nicht mehr für den Lebensunterhalt reiche. Dies gelte insbesondere für Frauen, da deren Pensionskassenrenten durchschnittlich nur halb so hoch seien wie jene der Männer. Um dies auszugleichen, reichte der SGB im Mai 2021 eine Volksinitiative ein. Sie verlangte, dass die monatliche AHV-Rente nicht nur 12 Mal, sondern 13 Mal pro Jahr ausbezahlt wird (in Anlehnung an den verbreiteten 13. Monatslohn), was einer Erhöhung um 8,33 Prozent entsprechen würde. Ausserdem durfte diese Massnahme keine Senkung der Ergänzungsleistungen nach sich ziehen. Der Bundesrat und das Parlament lehnten die Initiative ab. Die Mehrkosten von vier Milliarden Franken jährlich würden die AHV-Rechnung rasch aus dem Gleichgewicht bringen, eine Mehrheit der Pensionierten sei auf die Erhöhung gar nicht angewiesen und die langfristige Sicherung der AHV habe höhere Priorität. EVP, FDP, GLP, Die Mitte, SVP und Wirtschaftsverbände teilten diese Ansicht. Für die Verfassungsänderung waren SP, Lega, MCG, Grüne und zwei abweichende SVP-Kantonalparteien. Sie waren der Meinung, dass die AHV-Renten nicht mehr mit der Inflation mithalten würden. Die Reserven seien so hoch wie nie zuvor und die AHV habe im Vergleich zu den Pensionskassen deutlich niedrigere Verwaltungskosten. Zudem seien mit den jährlich erzielten AHV-Überschüssen von über 3,5 Milliarden Franken die Mehrkosten zum grössten Teil bereits gedeckt. Die Initiative wurde mit fast drei Fünfteln der Stimmen überraschend deutlich angenommen und schaffte auch das Ständemehr.

### Renteninitiative
Aus Sorge darüber, dass die AHV-Renten mit der bestehenden Ordnung ab etwa 2030 nicht mehr finanzierbar seien und aufgrund der ständig steigenden Lebenserwartung die Rentner über eine immer längere Zeit unterstützt werden müssten, reichten die Jungfreisinnigen im Juli 2021 eine Volksinitiative ein. Sie verlangte, dass das Rentenalter für Männer und Frauen zwischen 2028 und 2033 zunächst schrittweise auf 66 Jahre erhöht wird. Danach sollte es bei zunehmender Lebenserwartung automatisch weiter steigen. Die Anpassung sollte jedoch nicht gleichmässig verlaufen, sondern mit einem Faktor 0,8. Dieser hätte garantieren sollen, dass man auch in Zukunft etwa 20 Prozent seines Lebens in der Rente verbringen kann. Von den grossen Parteien unterstützten nur FDP und SVP die Initiative. Ihnen gegenüber standen der Bundesrat und mit deutlicher Mehrheit auch beide Kammern des Parlaments, insbesondere die Parteien EVP, GLP, Grüne, MCG, Die Mitte und SP. Die Gegner der Initiative hielten den vorgeschlagenen Automatismus für zu starr, da die Entwicklung der Wirtschaft, des Arbeitsmarktes und des Gesundheitszustands der Bevölkerung nicht beachtet werde. Ebenso sei es nicht angebracht, das Rentenalter wieder zu erhöhen, noch bevor die im September 2022 beschlossene Rentenaltererhöhung bei den Frauen überhaupt umgesetzt sei. Zudem führe der Automatismus dazu, dass die Frage des angemessenen Rentenalters der politischen Diskussion praktisch entzogen würde, was nicht der politischen Tradition der Schweiz entspreche. Die Initiative erhielt nur knapp ein Viertel aller Stimmen und wurde somit abgelehnt.

## Abstimmungen am 9. Juni 2024

### Ergebnisse
| Nr. | Vorlage | Art | Stimm- berechtigte | Abgegebene Stimmen | Beteiligung | Gültige Stimmen | Ja        | Nein      | Ja-Anteil | Nein-Anteil | Stände | Ergebnis |
| --- | --- | --- | ------------------ | ------------------ | ----------- | --------------- | --------- | --------- | --------- | ----------- | ------ | -------- |
| 667 | Eidgenössische Volksinitiative «Maximal 10 % des Einkommens für die Krankenkassenprämien (Prämien-Entlastungs-Initiative)»               | VI  | 5'599'464          | 2'545'155          | 45,45 %     | 2'508'740       | 1'117'095 | 1'391'645 | 44,53 %   | 55,47 %     | 7½:15½ | nein     |
| 668 | Eidgenössische Volksinitiative «Für tiefere Prämien – Kostenbremse im Gesundheitswesen (Kostenbremse-Initiative)»                        | VI  | 5'599'464          | 2'542'428          | 45,40 %     | 2'491'155       | 0'927'386 | 1'563'769 | 37,23 %   | 62,77 %     | 5:18   | nein     |
| 669 | Eidgenössische Volksinitiative «Für Freiheit und körperliche Unversehrtheit»                                                             | VI  | 5'599'464          | 2'540'688          | 45,37 %     | 2'493'846       | 0'655'106 | 1'838'740 | 26,27 %   | 73,73 %     | 0:23   | nein     |
| 670 | Bundesgesetz über eine sichere Stromversorgung mit erneuerbaren Energien (Änderung des Energiegesetzes und des Stromversorgungsgesetzes) | FR  | 5'599'464          | 2'543'426          | 45,42 %     | 2'499'418       | 1'717'607 | 0'781'811 | 68,72 %   | 31,28 %     | –      | ja       |

### Prämienentlastungsinitiative
In den letzten Jahrzehnten nahmen die Kosten der obligatorischen Krankenversicherung stark zu. Zu ihrer Deckung mussten die Prämien erhöht werden, die jedoch im Verhältnis zur Lohnentwicklung deutlich stärker anstiegen. Zudem kann der Mittelstand nicht von Prämienverbilligungen profitieren, was zunehmend zu einer starken finanziellen Belastung führt. Im Januar 2020 brachte die SP eine Volksinitiative zustande. Sie fordert, dass alle Versicherten höchstens zehn Prozent ihres verfügbaren Einkommens für die Prämien aufwenden müssen und dass sie für den Betrag darüber ebenfalls eine Prämienverbilligung erhalten. Diese sei zu zwei Dritteln vom Bund und zu einem Drittel von den Kantonen zu finanzieren. Die von den Grünen, dem MCG und dem Gewerkschaftsbund unterstützten Initianten argumentierten, bei einer Annahme der Initiative würde der Druck der ständig steigenden Gesundheitskosten weg von den Prämienzahlenden hin zur Politik verschoben, die dadurch einen Anreiz hätte, wirkungsvolle Massnahmen durchzusetzen. Zusammen mit dem Bundesrat war die bürgerliche Parlamentsmehrheit jedoch der Ansicht, dass die Initiative keine Anreize zur Kostendämpfung schaffe und Mehrkosten von bis zu fünf Milliarden Franken jährlich verursache. Sie beschloss deshalb einen indirekten Gegenvorschlag auf Gesetzesstufe: Bisher erhöhte nur der Bund die Beiträge an die Prämienverbilligung bei steigenden Kosten automatisch, neu müssten dies auch die Kantone tun. Dadurch wären die Kantone verpflichtet, die Prämien zusätzlich um mindestens 360 Millionen Franken pro Jahr zu verbilligen. Die Mehrheit von Volk und Ständen lehnte die Initiative ab. Einmal mehr zeigte sich ein deutlicher Unterschied zwischen den Sprachregionen: Alle sechs Westschweizer Kantone sowie das Tessin nahmen die Initiative mit einem Ja-Stimmenanteil von gesamthaft 59,4 Prozent an, die deutschschweizer Kantone mit Ausnahme von Basel-Stadt lehnten sie mit einer Nein-Stimmenmehrheit von 61,4 Prozent ab.

### Kostenbremse im Gesundheitswesen
Einen anderen Ansatz zur Eindämmung der Gesundheitskosten verfolgte die Kostenbremse-Initiative, die im März 2020 von der CVP (heute Die Mitte) eingereicht wurde. Basierend auf dem Prinzip der Schuldenbremse sollte der Bund dazu verpflichtet werden, in der obligatorischen Krankenversicherung eine Kostenbremse einzuführen. Zusammen mit den Kantonen, den Krankenkassen und den medizinischen Leistungserbringern sollte er mit verbindlichen Massnahmen dafür sorgen, dass die Kosten nicht mehr als ein Fünftel stärker steigen als das Wachstum der Löhne und der Gesamtwirtschaft. Zu den Befürwortern gehörten auch EVP, EDU und der Krankenkassenverband Santésuisse. Sie waren der Ansicht, dass durch den Wegfall von Fehlanreizen jährlich sechs Milliarden Franken im Gesundheitswesen eingespart werden könnten, ohne Qualitätsverluste zu erleiden. Alle Akteure würden dazu gezwungen, sich auf verbindliche Massnahmen zu einigen. Der Bundesrat und die übrigen Parteien waren hingegen der Meinung, dass die Initiative zu starr sei. Sie binde das erlaubte Kostenwachstum einseitig an die Lohn- und Wirtschaftsentwicklung und blende andere Gründe wie den medizinischen Fortschritt oder die Alterung der Bevölkerung aus. Die Parlamentsmehrheit beschloss einen indirekten Gegenvorschlag. Dieser sieht vor, dass der Bundesrat festlegen müsste, wie stark die Kosten der obligatorischen Krankenversicherung maximal steigen dürften. Die Leistungserbringer müssten begründen, weshalb und wie stark die Kosten pro Bereich steigen werden, was mehr Transparenz schaffe. Falls die Kosten stärker steigen als vereinbart, müssten Bund und Kantone Korrekturmassnahmen prüfen. Über drei Fünftel der Abstimmenden lehnten die Initiative ab, ebenso die Mehrheit der Kantone.

### Freiheit und körperliche Unversehrtheit
Als Reaktion auf die als einschränkend empfundenen staatlichen Massnahmen zur Bekämpfung der COVID-19-Pandemie, von denen die Impfung ein wesentlicher Teil der Strategie zur Pandemiebekämpfung war, reichte die Freiheitliche Bewegung Schweiz im Dezember 2021 eine Volksinitiative ein. Sie verlangte, dass für staatliche Eingriffe in die körperliche und geistige Unversehrtheit eines Menschen die Zustimmung der betroffenen Person vorliegen müsse. Zudem dürfe eine Person, die ihre Zustimmung verweigere, weder bestraft werden noch deswegen soziale oder berufliche Nachteile erfahren. Von den grossen Parteien unterstützte einzig die SVP die Initianten. Sie stammten aus den Reihen der radikalen Massnahmengegner oder waren Anhänger von Verschwörungsmythen; ihrer Ansicht dürften «weder Politik, Pharmaindustrie noch internationale Organisationen entscheiden, ob ein implantierbarer Mikrochip, Nanopartikel, eine Gen-Manipulation, eine Impfung oder etwas anderes in unseren Körper kommt.» Der Bundesrat und fast alle anderen Parteien hielten dem entgegen, dass das Recht auf körperliche Unversehrtheit bereits in der Bundesverfassung verankert ist und schon heute niemand ohne Zustimmung geimpft werden darf. In Ausnahmesituationen würden jedoch vorübergehende Einschränkungen für Ungeimpfte dazu beitragen, das Gesundheitswesen vor Überlastung zu schützen und strengere Massnahmen für alle zu verhindern. Zudem sei die Initiative derart allgemein und unbestimmt formuliert, dass unklar sei, welche Eingriffe noch möglich wären. Dies hätte unabsehbare Folgen in verschiedenen Bereichen, beispielsweise bei der Polizeiarbeit, im Strafvollzug oder im Asylwesen. Fast drei Viertel der Abstimmenden und sämtliche Kantone lehnten die Initiative ab.

### Sichere Stromversorgung
Im Oktober 2023 verabschiedete das Parlament mit grosser Mehrheit das Bundesgesetz über eine sichere Stromversorgung mit erneuerbaren Energien. Es sah einen markanten Ausbau der inländischen Stromerzeugung mittels erneuerbarer Energien vor, um die Versorgungssicherheit zu erhöhen und fossile Energieträger zu ersetzen. Neben Förderinstrumenten und Massnahmen zur Förderung der Energieeffizienz sah es auch neue Regelungen für die Produktion, den Transport, die Speicherung und den Verbrauch von Strom vor. Windkraft- und Solaranlagen ab einer bestimmten Grösse und Bedeutung sollen zu Anlagen von nationalem Interesse erklärt werden können und auf diese Weise von erleichterten Planungsbedingungen profitieren. Dasselbe gilt für 16 Projekte zum Ausbau der Wasserkraft. Gegen diesen Beschluss brachten die Fondation Franz Weber und der Verband Freie Landschaft Schweiz das Referendum zustande. Ihrer Meinung nach erleichterte das Gesetz das Roden von Wäldern, die Verschandelung der Landschaft und die Vernichtung geschützter Biotope. Ebenso würden Einsprachemöglichkeiten gegen bestimmte Projekte stark eingeschränkt. Namhafte Unterstützung erhielt das Referendumskomitee einzig von der SVP (wobei sechs Kantonalsektionen diese Haltung nicht teilten). Zu den Befürwortern des Gesetzes gehörten neben fast allen Parteien unter anderem der WWF, Pro Natura, Greenpeace, die Klimastreik-Bewegung und die Stiftung Landschaftsschutz Schweiz. Der rasche Ausbau der inländischen Stromproduktion verringere die Abhängigkeit von Energieimporten und vermindere das Risiko kritischer Versorgungslagen. Der Ausbau erfolge mit Rücksicht auf Natur und Landschaft, und in besonders schützenswerten Gebieten seien neue Anlagen ohnehin nicht erlaubt. Mehr als zwei Drittel der Abstimmenden unterstützten die Gesetzesvorlage.

## Abstimmungen am 22. September 2024

### Ergebnisse
| Nr. | Vorlage | Art | Stimm- berechtigte | Abgegebene Stimmen | Beteiligung | Gültige Stimmen | Ja      | Nein      | Ja-Anteil | Nein-Anteil | Stände | Ergebnis |
| --- | --- | --- | ------------------ | ------------------ | ----------- | --------------- | ------- | --------- | --------- | ----------- | ------ | -------- |
| 671 | Eidgenössische Volksinitiative «Für die Zukunft unserer Natur und Landschaft (Biodiversitätsinitiative)»                                                 | VI  | 5'611'289          | 2'535'961          | 45,19 %     | 2'505'526       | 926'059 | 1'579'467 | 36,96 %   | 63,04 %     | 1½:21½ | nein     |
| 672 | Änderung vom 17. März 2023 des Bundesgesetzes über die berufliche Alters-, Hinterlassenen- und Invalidenvorsorge (BVG) (Reform der beruflichen Vorsorge) | FR  | 5'611'289          | 2'527'546          | 45,04 %     | 2'466'093       | 810'569 | 1'655'513 | 32,87 %   | 67,13 %     | –      | nein     |

### Biodiversitätsinitiative
Der 2012 verabschiedeten «Strategie Biodiversität Schweiz» folgend, investiert der Bund jährlich rund 600 Millionen Franken in Massnahmen zum Erhalt der Biodiversität und der Artenvielfalt. Ein Grossteil dieser Gelder geht an Landwirte, welche die Massnahmen auf geeigneten Flächen umsetzen. Verschiedenen Umwelt- und Naturschutzorganisationen wie Pro Natura, BirdLife und Stiftung Landschaftsschutz ging dies jedoch nicht weit genug, weshalb sie im September 2020 eine Volksinitiative einreichten. Sie verlangte, dass Bund und Kantone zusätzliche schutzwürdige Landschaften, Ortsbilder, historische Stätten sowie Natur- und Kulturdenkmäler in die bereits bestehenden Inventare aufnehmen. Nicht nur sollten diese Objekte besser geschützt werden, sondern auch ihr Kerninhalt mit den prägenden Elementen hätte ungeschmälert erhalten bleiben müssen, wodurch unerwünschte Eingriffe deutlich erschwert worden wären. Unterstützung erhielt die Initiative von EVP, den Grünen, GLP und SP. Der Bundesrat, die Mehrheit des Parlaments, der Schweizer Bauernverband und andere Wirtschaftsverbände lehnten die Initiative ab. Sie greife zwar wichtige Anliegen auf, gehe aber zu weit und schränke den Handlungsspielraum von Bund und Kantonen zu stark ein. Sie führe zu höheren Anforderungen für Neubauten, was die Verdichtung bestehender Siedlungen hemme. Der Bau von Infrastruktur würde erschwert, die landwirtschaftliche Produktion zurückgehen und der Ausbau der erneuerbaren Energien beeinträchtigt. Zudem hätte die Initiative jährliche Zusatzkosten von 400 Millionen Franken zur Folge. Fast zwei Drittel der Abstimmenden lehnten die Initiative ab, eine Mehrheit erhielt sie nur in den Kantonen Basel-Stadt und Genf.

### BVG-Reform
Auf Einladung des Bundesrates präsentierten Arbeitgeberverband, Travail.Suisse und Gewerkschaftsbund im Juli 2019 einen gemeinsam erarbeiteten Vorschlag zur Reform der beruflichen Vorsorge. In der parlamentarischen Beratung stiess dieser vom Bundesrat übernommene Vorschlag jedoch bei den bürgerlichen Parteien auf Ablehnung und wurde substanziell verändert. Zur Sicherung der Finanzierung der Renten sollte der Umwandlungssatz des Pensionskassenvermögens von 6,8 auf 6,0 % gesenkt werden. Als Kompensation waren verschiedene Ausgleichsmassnahmen vorgesehen. So sollte der von Lohn und Beschäftigungsgrad unabhängige Koordinationsabzug, der einen fixen Betrag umfasst, durch einen prozentualen Abzug ersetzt werden, wovon niedrigere Einkommen profitiert hätten. Durch eine Senkung der Eintrittsschwelle sollte die Zahl der Bezugsberechtigten insgesamt erhöht werden. Ebenso war für die Übergangsgeneration ein Rentenzuschlag vorgesehen. Gewerkschaftsbund, SP und Grüne brachten das Referendum zustande. Sie kritisierten, dass die Reform zu bedeutenden Rentenkürzungen bei gleichzeitig höheren Beiträgen führe. Ebenso werde ignoriert, dass die Pensionskassen immer mehr überhöhte Reserven anhäufen, was vor allem im Interesse der Finanzindustrie liege, die diese Gelder anlegt. Auch das Problem der überhöhten Verwaltungskosten sei nicht angegangen worden. Die Befürworter argumentierten, dass eine Reform angesichts der steigenden Lebenserwartung und der niedriger werdenden Rendite auf Altersguthaben unumgänglich sei. Sie verbessere die Altersvorsorge für Personen mit tieferem Einkommen, überwiegend Frauen, die in Teilzeit angestellt sind. Mehr als zwei Drittel der Abstimmenden lehnten die Vorlage ab.

## Abstimmungen am 24. November 2024

### Ergebnisse
| Nr. | Vorlage                                                                                             | Art | Stimm- berechtigte | Abgegebene Stimmen | Beteiligung | Gültige Stimmen | Ja        | Nein      | Ja-Anteil | Nein-Anteil | Stände | Ergebnis |
| --- | --------------------------------------------------------------------------------------------------- | --- | ------------------ | ------------------ | ----------- | --------------- | --------- | --------- | --------- | ----------- | ------ | -------- |
| 673 | Bundesbeschluss über den Ausbauschritt 2023 für die Nationalstrassen                                | FR  | 5'615'207          | 2'530'270          | 45,06 %     | 2'498'065       | 1'181'560 | 1'316'505 | 47,30 %   | 52,70 %     | –      | nein     |
| 674 | Änderung des Obligationenrechts (Mietrecht: Untermiete)                                             | FR  | 5'615'207          | 2'521'479          | 44,89 %     | 2'471'461       | 1'196'643 | 1'274'818 | 48,42 %   | 51,58 %     | –      | nein     |
| 675 | Änderung des Obligationenrechts (Mietrecht: Kündigung wegen Eigenbedarfs)                           | FR  | 5'615'207          | 2'522'010          | 44,91 %     | 2'472'827       | 1'141'693 | 1'331'134 | 46,17 %   | 53,83 %     | –      | nein     |
| 676 | Änderung des Bundesgesetzes über die Krankenversicherung (Einheitliche Finanzierung der Leistungen) | FR  | 5'615'207          | 2'520'581          | 44,89 %     | 2'443'571       | 1'302'687 | 1'140'884 | 53,31 %   | 46,69 %     | –      | ja       |

### Ausbau des Autobahnnetzes
Das eidgenössische Parlament bewilligte im September 2023 auf Antrag des Bundesrates einen Kredit in der Höhe von 4,9 Milliarden Franken für den Ausbau der Nationalstrassen. Durch den Bau zusätzlicher Fahrspuren sollten Engpässe auf sechs Autobahnabschnitten bei Basel, Bern, Genf, Schaffhausen und St. Gallen beseitigt werden. Während der Ständerat deutlich zustimmte, fiel im Nationalrat die Entscheidung zugunsten der Vorlage knapp aus. Gegen diesen Bundesbeschluss brachte der Verkehrs-Club der Schweiz das Referendum zustande. Zu den Gegnern zählten auch die SP, Grüne, GLP, EVP sowie verschiedene Umweltverbände. Sie waren der Ansicht, dass der Ausbau die Stauprobleme nicht lösen, sondern zusätzlichen Verkehr verursachen werde. 0,53 Quadratkilometer Fläche, darunter 01 Quadratkilometer hochwertige Landwirtschaftsflächen, würden verloren gehen, zudem würden die CO2-Emissionen und die Lärmbelastung erhöht. Zu den Befürwortern gehörten FDP, Die Mitte und SVP sowie Automobil- und Wirtschaftsverbände. Sie stellten sich auf den Standpunkt, der Autobahnausbau entlaste Städte und Gemeinden vom Ausweichverkehr und erhöhe die Verkehrssicherheit. Zudem würden die Landeigentümer voll entschädigt und die Fruchtfolgeflächen kompensiert. Eine knappe Mehrheit der Abstimmenden lehnte die Vorlage ab.

### Bedingungen für Untermiete (Mietrecht)
Im September 2023 nahm das Parlament eine parlamentarische Initiative an. Sie war acht Jahre zuvor von Nationalrat Hans Egloff, dem Präsidenten des Hauseigentümerverbandes (HEV) eingereicht worden, und forderte Änderungen mehrerer Artikel des Obligationenrechts betreffend Untermiete von Mietobjekten. Neu sollten Vermieter die Zustimmung verweigern dürfen, wenn die Bedingungen der Untermiete nicht bekanntgegeben werden, der Untermietzins zu hoch ist oder dem Vermieter wesentliche Nachteile entstehen. Bei Verletzung der Regeln zur Untermiete sollte neu eine Kündigungsfrist von 30 Tagen gelten. Diese Regelungen sollten auch bei Pachtverträgen sinngemäss zur Anwendung kommen. Gegen den Beschluss brachte der Mieterinnen- und Mieterverband das Referendum zustande. Unterstützt durch linke Parteien, betrachtete er die Änderungen als Angriff auf den Mieterschutz: Die Einschränkung der Untermiete würden vor allem der Profitmaximierung der Immobilienwirtschaft dienen, denn die angeführten Missbräuche seien sehr selten und dienten nur als Vorwand, um einfacher Kündigungen aussprechen und anschliessend die Mieten erhöhen zu können. Der Bundesrat und die bürgerliche Parlamentsmehrheit vertraten den Standpunkt, die neuen Regeln würden zu verbesserter Rechtssicherheit führen, Unklarheiten beseitigen und Raum für individuelle Vereinbarungen bieten. Die Vorlage scheiterte in der Abstimmung knapp.

### Kündigung wegen Eigenbedarfs (Mietrecht)
Eine zweite Abstimmung, die auf eine parlamentarische Initiative von Nationalrat Giovanni Merlini zurückging, betraf ebenfalls das Mietverhältnis. Mehrere Änderungen im Obligationenrecht sollten ermöglichen, dass Hauseigentümer ihren Eigenbedarf einfacher geltend machen können. Während eines mietrechtlichen Schlichtungs- oder Gerichtsverfahrens sollte der Kündigungsschutz durch die Aufhebung der bisherigen dreijährigen Sperrfrist abgeschwächt werden. Hätte der Mieter bei einem Härtefall eine Mieterstreckung erwirken wollen, hätten die Gerichte künftig nicht mehr die Dringlichkeit des Eigenbedarfs beurteilen müssen, sondern dessen «Bedeutung und Aktualität». Ausserdem hätte bei einem Besitzerwechsel die gesetzliche Kündigungsfrist von drei Monaten bei Wohnungen und sechs Monaten bei Geschäftsräumen auch dann angewendet werden dürfen, wenn der bestehende Mietvertrag eine längere Kündigungsfrist vorgesehen hätte. Auch hier ergriff der Mieterinnen- und Mieterverband erfolgreich das Referendum. Die Vorlage sei ein weiterer Versuch der Immobilienlobby, Mietern einfacher kündigen und Wohnungen dadurch teurer neu vermieten zu können. Zudem würde das Ungleichgewicht im Mietrecht noch deutlicher zu Lasten der Mieter verschoben. Die Befürworter halten dem entgegen, dass die Eigentümer ihre Räume rascher selbst nutzen können. Die Interessen der Mieter blieben weiterhin geschützt und Mieterstreckungen seien weiterhin möglich. Auch diese Vorlage fand bei den Abstimmenden keine Mehrheit.

### Einheitliche Finanzierung ambulanter und stationärer Leistungen (Efas)
Im Dezember 2023 verabschiedete das Parlament eine 2009 von Nationalrätin Ruth Humbel eingereichte parlamentarische Initiative, die verschiedene Änderungen im Krankenversicherungsgesetz vorsah. Das beabsichtigte Ziel war es, die Finanzierung von Leistungen, die von der obligatorischen Krankenversicherung gedeckt sind, einheitlich zu regeln. Bisher übernahmen die Kantone bei stationären Behandlungen mindestens 55 Prozent der Kosten, während die Krankenkassen die ambulanten Behandlungen vollständig übernehmen mussten; bei Pflegeleistungen war das Verhältnis ungefähr ausgeglichen. Dieser unterschiedliche Verteilschlüssel führe zu Fehlanreizen und zu häufigeren stationären Eingriffen, die teurer und oft nicht notwendig seien. Neu sollten die Kantone in allen drei Kategorien einheitlich 26,9 Prozent der Kosten übernehmen, die Krankenkassen jeweils höchstens 73,1 Prozent. Dadurch sollten ambulante Behandlungen sowie die Zusammenarbeit von Ärzten, Therapeuten, Pflegenden und Apothekern gefördert werden. Die Vorlage wurde in der Debatte mit «Efas» (Einheitliche Finanzierung ambulanter und stationärer Leistungen) abgekürzt. Der Verband des Personals öffentlicher Dienste ergriff das Referendum. Er war der Meinung, dass die Krankenkassen zu viel Einfluss erhielten und die Prämien weiter ansteigen würden. Die Pflege älterer Menschen gerate unter Rationalisierungsdruck, was Privatisierungen vorantreibe. Unterstützung erhielt das Referendum nur durch die SP, während die Grünen Stimmfreigabe beschlossen haben. Alle übrigen Parteien befürworten die Vorlage, ebenso die meisten Akteure im Gesundheitswesen. Die Reform sei breit abgestützt und habe ein Sparpotenzial von rund 440 Millionen Franken, was die Prämienzahlenden entlaste. Eine knappe Mehrheit der Abstimmenden befürwortete die Vorlage.